# Santiurde de Toranzo
Santiurde de Toranzo är en kommun i Spanien. Den ligger i den autonoma regionen Kantabrien i norra delen av landet, 300 km norr om huvudstaden Madrid. Antalet invånare är 1 739 (2024).